# Elefantfåglar
Elefantfåglar (Aepyornithidae) är en familj utdöda flygoförmögna jättefåglar som tidigare förekom på Madagaskar. 

## Systematik och utbredning
Elefantfåglarna tillhör infraordningen paleognata fåglar (Palaeognathae) som omfattar kasuarer, strutsar, emuer, moafåglar och kivier och precis som de andra arterna inom ordningen kunde de inte flyga och saknade den bröstbenskam där flygmusklerna fäster in i skelettet. Idag placeras familjen ofta i den egna ordningen Aepyornithiformes. Enligt en genetisk studie från 2014 är kivifåglarna och elefantfåglar systertaxa.
De gigantiska elefantfåglarna levde enbart på Madagaskar och har varit utdöda åtminstone sedan 1500-talet. Släktet Aepyornis omfattar de största fåglar som man känner till har existerat. De mätte över tre meter och vägde mer än ett halvt ton. Dock fann man i oktober 2006 en oklassificerad art inom familjen Phorusrhacidae med ett större huvud.. Fynd av vuxna fåglar och ägg från släktet Aepyornis har gjorts och vissa ägg har en omkrets på över en meter och en diameter på upp till 34 cm (Mlíkovsky, 2003). Äggvolymen är därmed ungefär 160 gånger större än hos ett hönsägg (Hawkins and Goodman, 2003: 1026).
Eftersom det inte finns några fossila fynd från Madagaskars regnskog tror man inte att det fanns arter som anpassat sig till tät skog.

## Utrotning
Man antar oftast att försvinnandet av elefantfåglarna orsakades av människan. De var dock svårfångade och hade en utbredning som sträckte sig över hela ön, men deras ägg var sårbara. Under arkeologiska utgrävningar har man funnit äggskal bland rester av eldstäder, vilket tyder på att elefantfågelägg förmodligen regelmässigt nyttjades som föda. När de slutligen utrotades är okänt och historier om dessa jättefåglar fanns kvar länge och fördes vidare från generation till generation. Det finns arkeologiska fynd av Aepyornis från ben daterade med C14-metoden till 120 e.Kr. med spår av slakt och man har hittat fynd som daterats till 1000 e.Kr. Ett kanske mer troligt alternativ till teorin att människor skulle ha jagat elefantfåglarna, med sin stora utbredning, till utrotning under en kort tidsrymd är teorin om att människan under pleistocen spred sjukdomar genom att introducera djur som hundar, kycklingar och andra hönsfåglar till nya områden. 

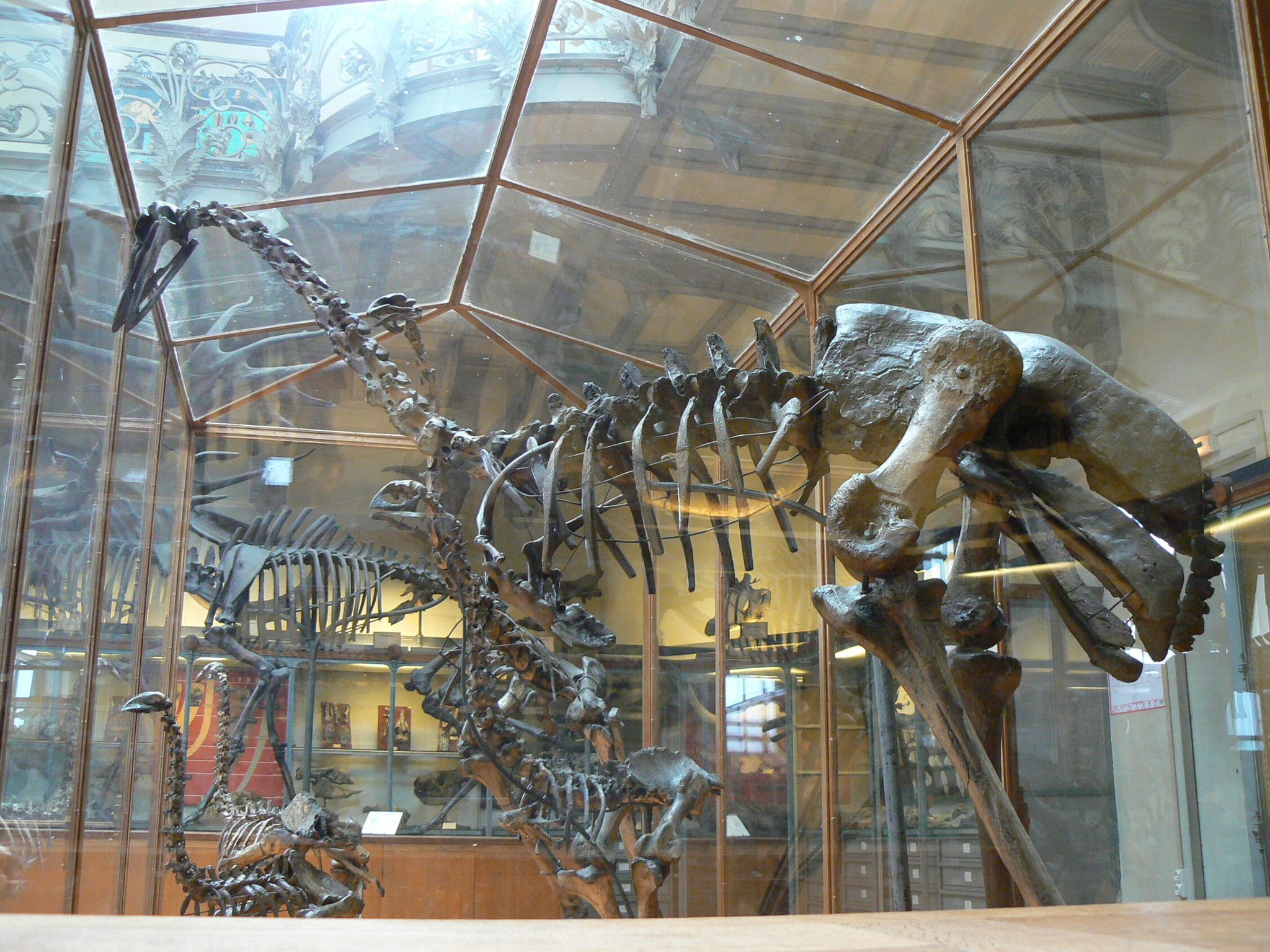

 Ben från domesticerade hönsfåglar har funnits i subfossiler på Madagaskar. Ett tredje scenario är att klimatet förändrades och Madagskar torkade ut under holocen vilket även människan kan ha bidragit till. Under perioden dog många megafaunaarter ut både i Afrika och Amerika och många menar att det kan ha berott på en kombination av jakt, sjukdomar och förändrat klimat som tog död på så många av tidens jättearter, däribland elefantfåglarna.

## Namn
Trivialnamnet för Aepyornis maximus är elefantfågel, vilket är en term ursprungligen hämtad från Marco Polos berättelse från 1298 om fågeln rock (persiska rokh). Han refererar dock till en örnlik fågel som var så pass stark att den kunde lyfta en elefant med sina klor.(Pearson and Godden, 2002: 121). 
Det uråldriga malagassiska namnet på fågeln är Vorompatra eller Vouron Patra, vilket betyder "fågel från Ampatres". Ampatres är idag känt som Androyregionen på södra Madagaskar (Pearson and Godden, 2002: 139). Étienne de Flacourt skrev 1658, "vouropatra - en stor fågel som hemsöker Ampatres och lägger ägg likt strutsen; för att människorna på denna plats inte ska finna dem uppsöker den de mest ensamma platser.".

## Ägg
Man har funnit intakta subfossila ägg och National Geographic Society i Washington äger i sina samlingar ett ägg av Aepyornis som hittades av Luis Marden 1967 som innehåller ett subfossilt embryoskelett av en ofödd fågel.

## Taxonomi
Traditionellt har familjen elefantfåglar omfattat två släkten, Aepyornis och Mullerornis, med fyra arter vardera (Brodkorb, 1963; Hawkins and Goodman, 2003:1029). Efter en omvärdering från 2018 av de subfossila fynden har antalet arter bantats. Följande arter urskiljs numera i familjen:
- Släkte Aepyornis
  - Jätteelefantfågel (Aepyornis maximus) – inkluderar A. medius och Vorombe titan
  - Större elefantfågel (Aepyornis hildebrandti) – inkluderar A. gracilis
- Släkte Mullerornis
  - Mindre elefantfågel (Mullerornis modestus) – syn. M. rudis, inkluderar M. betsilei, M. agilis och Mullerornis grandis.

## Elefantfåglar i litteraturen
- H.G. Wells skrev en novell om fågeln med titeln Aepyornis Island och som finns publicerad i The Complete Short Stories of H.G. Wells[10].

## Galleri

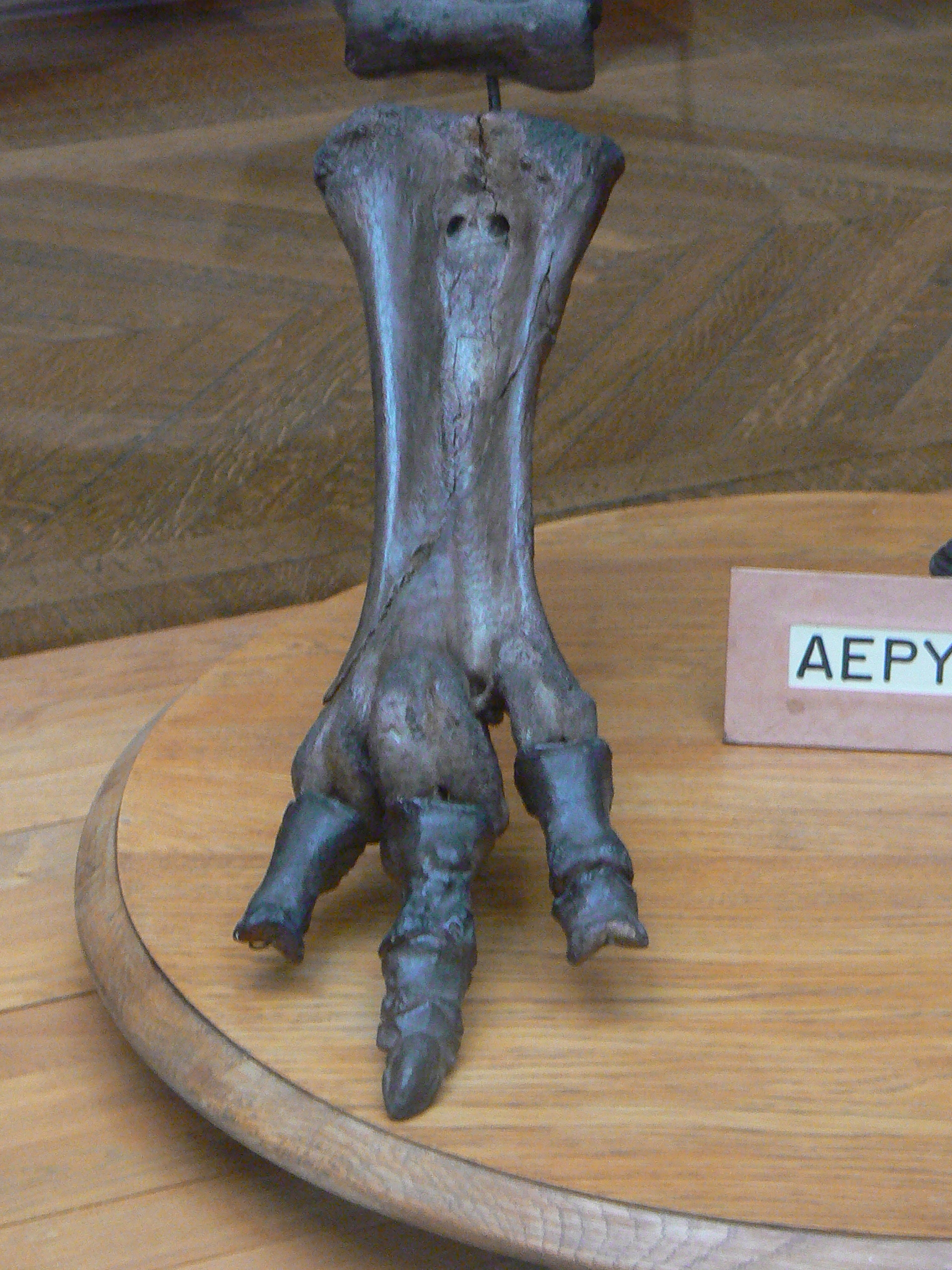
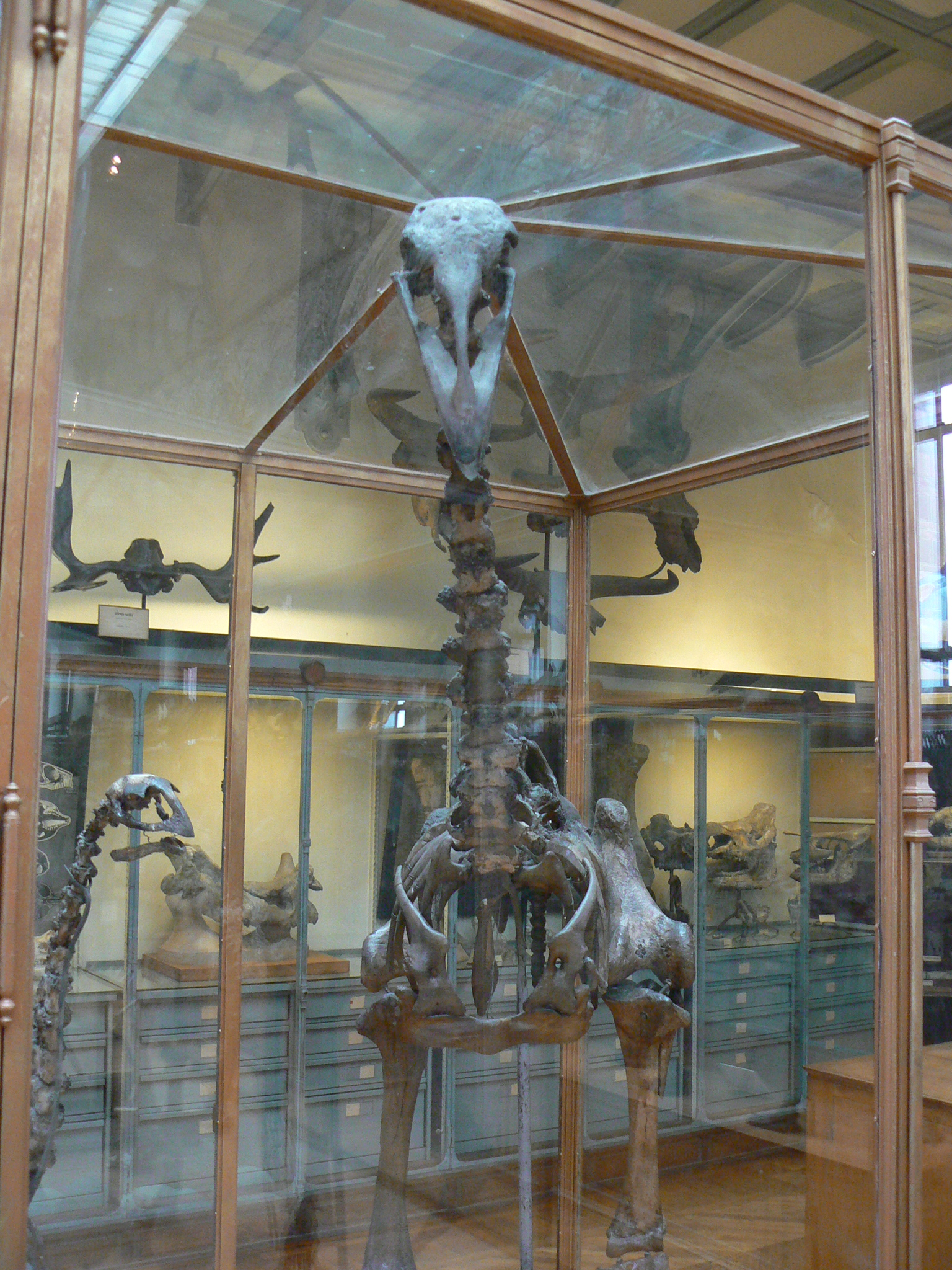
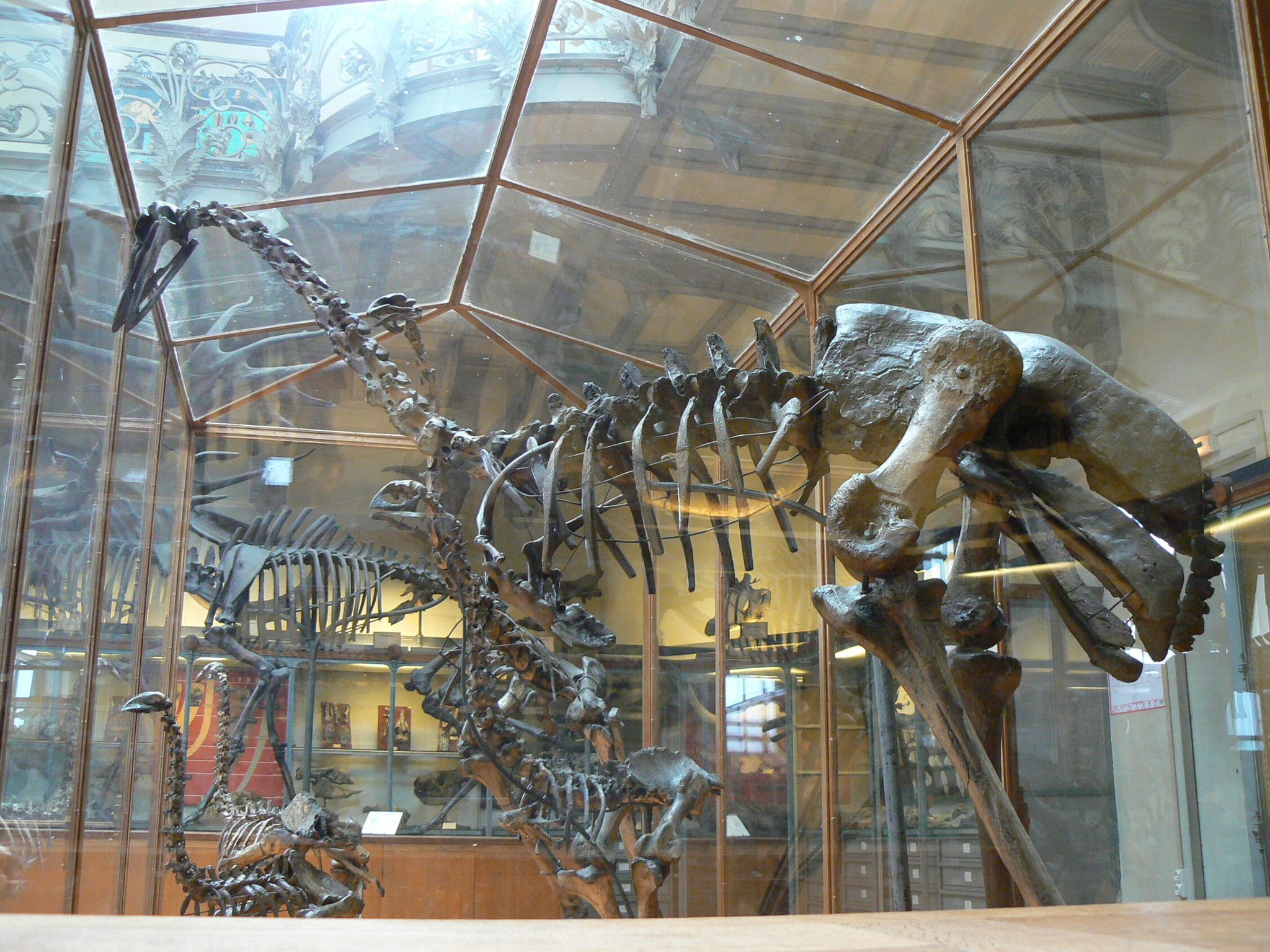
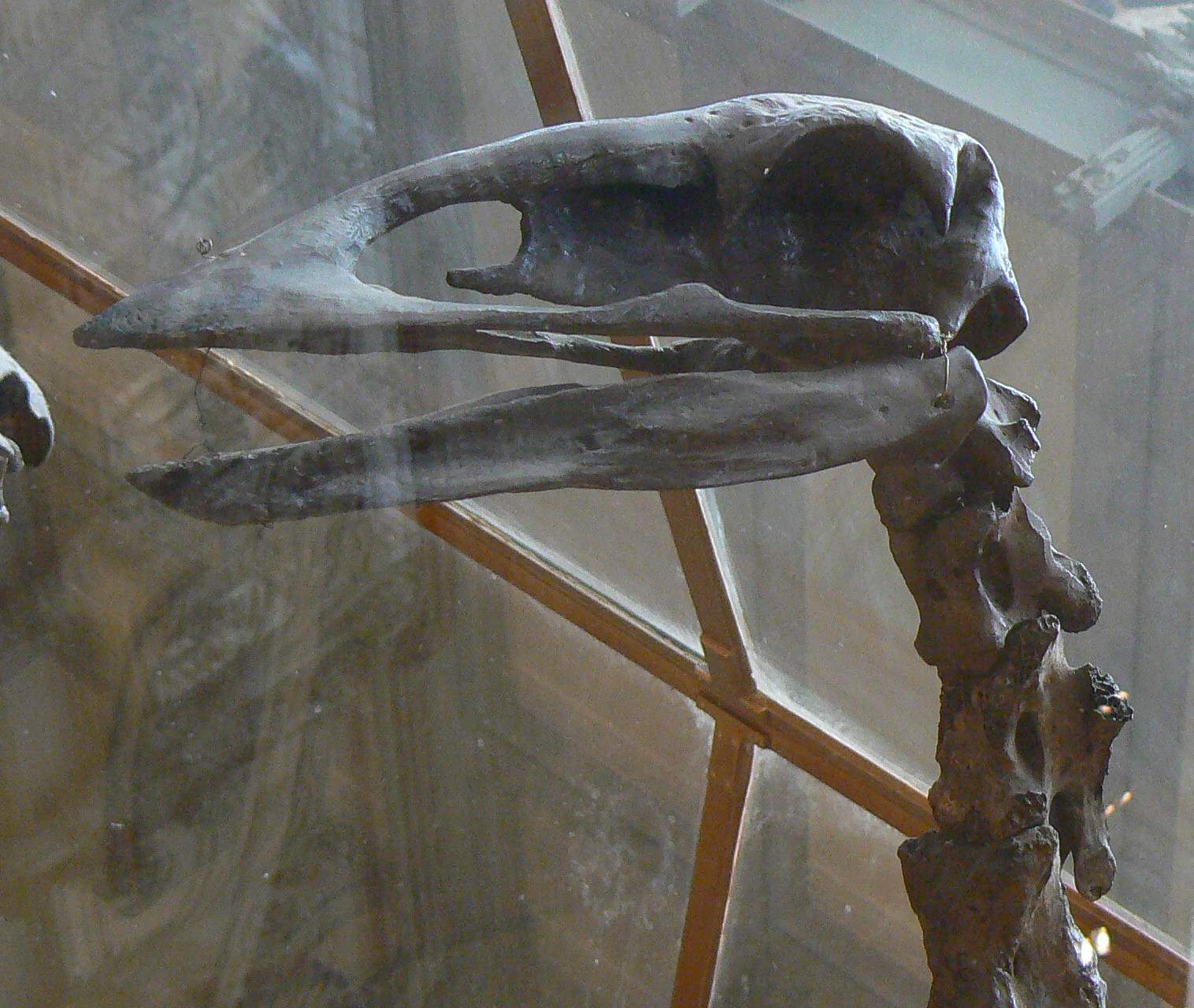

Aepyornis